# Омаров Магомед Хасієвич
Магомед Хасієвич Омарів (1902-?) — радянський чеченський політичний, партійний і громадський діяч, керівник Чеченської автономної області (1932—1934 роки).

## Біографія
Народився 1902 року в родині селянина в селищі Дойкар-Эвла. З молодості активно включився в громадсько-політичне життя. В середині 1920-х років створив комсомольский осередок у рідному селі і став його секретарем. У 1926 році став членом обкому комсомолу Чечні. У тому ж році вступив у ВКП (б). Закінчив радпартшколу, а потім педагогічний технікум. У 1929—1930 роках завідував Чеченською обласною спортивною школою. Потім до 1932 року — завідувач культурно-просвітницького відділу Обласного комітету ВКП(б) Чеченської автономної області.
У 1932 році був обраний другим секретарем Чеченського обкому партії і членом Північно-Кавказького крайкому ВКП(б). Тоді ж став головою Чеченського облвиконкому і членом Північно-Кавказького крайвиконкому. Його зусиллями багато чеченських селян були захищені від необґрунтованих звинувачень у куркульстві.
У 1934 році Чечня і Інгушетія були об'єднані в Чечено-Інгушску автономну область. Після об'єднання Омаров продовжив займати правлячі пости в області, після чого був направлений на роботу на посаду завідувача сектору Північно-Кавказского крайкома партії.
У 1937 році був заарештований і провів три роки в слідчій тюрмі. У суді була доведена його невинність і Омарів був виправданий. Після звільнення працював заступником голови промислової Ради і наркома землеробства Чечено-Інгушської АРСР.
У 1942 році добровольцем пішов на фронт, був політкомісаром батальйону. У 1944 році чеченці і інгуші були репресовані. Омарів був демобілізований і відправлений в Узбекистан. У депортації працював директором машинно-тракторної станції.
Після смерті Сталіна і реабілітації репресованих народів повернувся на батьківщину. У 1957 році став заступником міністра сільського господарства по кадрам, очолив роботу по підготовці національних кадрів для сільського господарства. У результаті його роботи проблема браку кваліфікованих кадрів у сільському господарстві республіки була вирішена.
Пішов на пенсію, коли йому було далеко за сімдесять, але и після чого продовжив активну роботу в громадських організаціях.